# Rackith

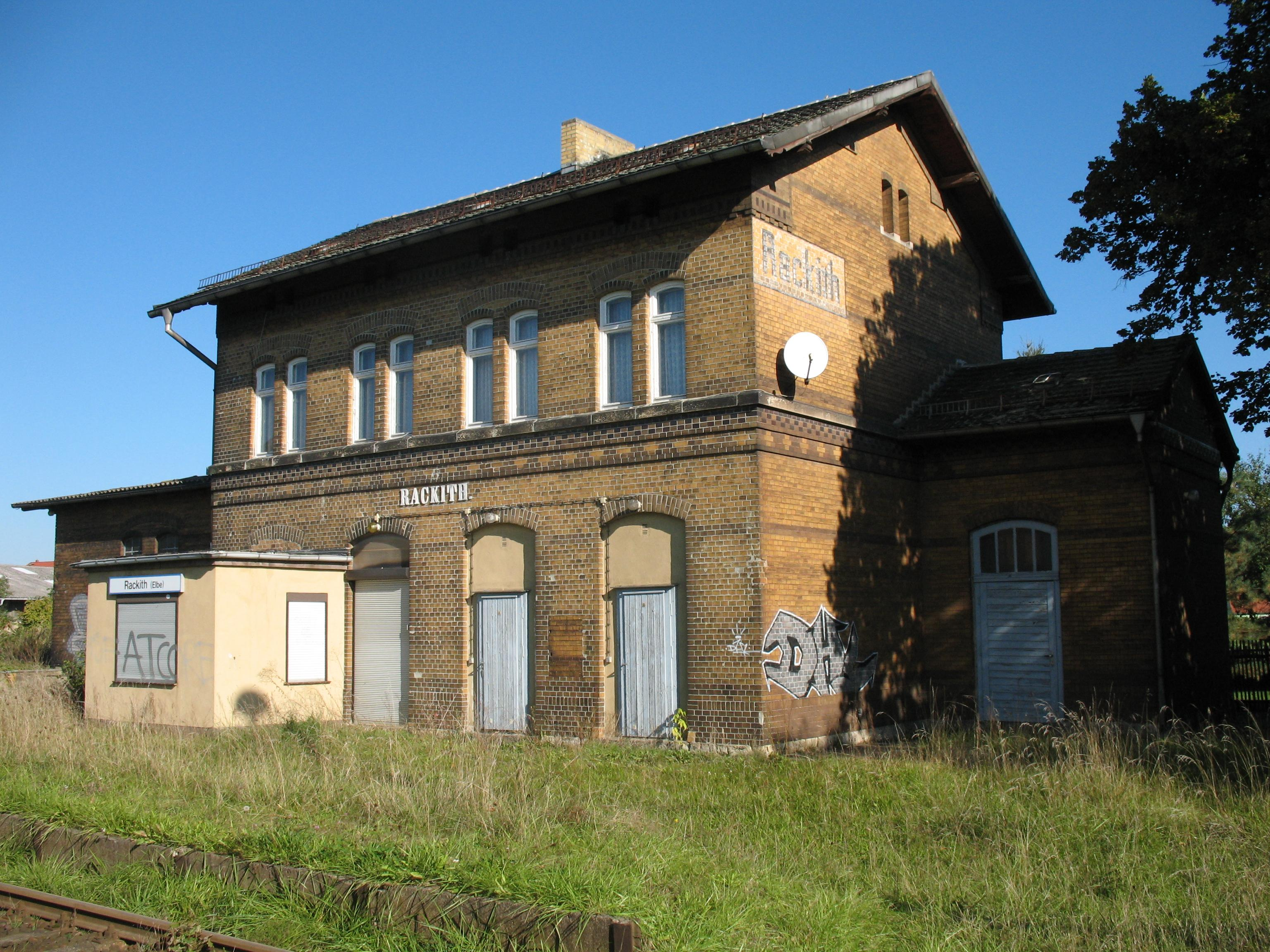
Nhà ga

Rackith là một đô thị thuộc huyện Wittenberg, bang Saxony-Anhalt, Đức.